# プル・シャーンドル
プル・シャーンドル（Puhl Sándor、1955年7月14日 - ）は、ハンガリー出身のサッカー審判員である。

## 概要
1984年に審判員の資格を取得した後、1988年にFIFAのライセンスを取得し2000年まで国際審判員として活動していた。
母語であるハンガリー語の他に、第二言語として英語とドイツ語を使用できる。現在、レフェリーインストラクターとUEFAのオブザーバーを務めている。
1994年には、1994 FIFAワールドカップ決勝戦において主審を務めた。また、1997年にはUEFAチャンピオンズリーグの決勝戦で主審を務めている。1994年から1997年まで4年連続でIFFHSが選ぶ年間世界最優秀審判賞に選ばれた 他、2011年には、IFFHSが選ぶ4半世紀の審判100人において、第6位に選ばれている。
1998 FIFAワールドカップでは、当時世界トップとの評価を受けていながら落選した。これは前年の11月に行われたUEFAチャンピオンズリーグのマンチェスター・ユナイテッド対フェイエノールトで、即座に退場処分となるべきフェイエノールトの選手の反則を見逃し大問題となり、UEFAがそのシーズン一杯の資格停止処分を言い渡し、FIFAもそれに従ったためである。

## 担当した主な国際大会

### 1994 FIFAワールドカップ
1994 FIFAワールドカップでは4試合を担当した。
- グループB: ブラジル代表 vs スウェーデン代表
- グループE: ノルウェー代表 vs メキシコ代表
- 準々決勝: イタリア代表 vs スペイン代表
- 決勝: ブラジル代表 vs イタリア代表

### UEFAチャンピオンズリーグ
- 1996-97シーズン決勝
  - ボルシア・ドルトムント vs ユヴェントスFC